# Abdallah II ibn Ibrahim
Abdallah II ibn Ibrahim (Abu al-Abbas; arab. أبو العباس عبد الله الثاني; ur. ?, zm. 27 lipca 903) – był dziesiątym emirem z dynastii Aghlabidów  panujących w Ifrikijji w latach 902–903.

## Życiorys
Przejął władzę po ojcu Ibrahimie ibn Ahmadzie, który był zmuszony abdykować z powodu tyrańskich rządów, i natychmiast zabrał się do zmniejszania autonomii berberskich Kutamów, żeby zatrzymać ismailicką misję Abu Abd Allaha asz-Szi'iego, jednak bez powodzenia. Wysiłki, by zastąpić malikickie szkoły prawa przez hanafickie z Iraku, również zakończyły się fiaskiem.
Abdallah został zamordowany przez swego syna Zijadata Allaha III 27 lipca 903.